# Richard Sukuta-Pasu
Richard Sukuta-Pasu, né le 24 juin 1990 à Wuppertal, est un joueur de football allemand qui occupe le poste d'attaquant à Vejle BK.

## Palmarès et distinctions
- Allemagne
  - Vainqueur du Championnat d'Europe des moins de 19 ans : 2008
  -  3e de la Coupe du monde des moins de 17 ans : 2007

### Récompenses individuelles
Richard Sukuta-Pasu reçoit la Médaille Fritz Walter en 2008. Cette distinction est remise annuellement par la Fédération allemande de football (DFB) aux meilleurs jeunes footballeurs allemands de l'année dans diverses catégories, Richard Sukuta-Pasu étant alors nommé troisième meilleur jeune joueur de moins de 18 ans.